# Залфелден
Залфелден град је у Аустрији, смештен у источном делу државе. Залфелден је трећи по величини град у покрајини Салцбург, где се налази у округу Цел ам Зе.
Иако је Залфелден највећа градска општина (град са пар околним села) седиште округа је у мањем граду Цел ам Зе.

## Природне одлике
Залфелден се налази у средишњем делу Аустрије, у долини Пинцгау у средишњим Алпима. Град се сметио у узаној долини окружен веома високим Алпима са врхима над 3.000 м. н. в.

## Становништво
| 1981.  | 1991.  | 2001.  | 2011.  |
| ------ | ------ | ------ | ------ |
| 11.420 | 12.604 | 15.954 | 15.950 |

По процени из 2016. у граду је живело 16567 становника., али свега половина живи у самом градском насељу. Остатак отпада на околна села.

## Градске знаменитости
Град је познат као зимско туристичко одредиште у туристички привлачној долини Пинцгау.
- Стара кућа у градском језгру
- Градска црква и Алпи

## Партнерски градови
- Редермарк